# Otto Schily
Otto Georg Schily, né le 20 juillet 1932 à Bochum, est un homme politique allemand. Il est membre du Parti social-démocrate d'Allemagne (SPD).
Ancien avocat de Gudrun Ensslin, de la Fraction armée rouge (RAF), proche des milieux anarchistes et d'extrême gauche au cours de sa jeunesse, il participe à la création des Verts (Grünen), en 1980. Trois ans plus tard, il entre au Bundestag, et sera un temps porte-parole du groupe parlementaire écologiste. Faisant partie du courant dit des réalistes, il quitte son parti en 1989 et adhère au SPD.
Il conserve son mandat de député fédéral et devient, en 1998, ministre fédéral de l'Intérieur dans la coalition rouge-verte de Gerhard Schröder, dont il est le doyen. À ce poste, il se montre partisan d'une politique plus répressive, à l'opposé de ses anciennes convictions. Il quitte le gouvernement fédéral en 2005, à la suite de la formation d'une grande coalition, et se retire quatre ans plus tard de la vie politique.

## Éléments personnels

### Formation
Fils d'un ouvrier de la métallurgie, il déménage à Garmisch-Partenkirchen après la Seconde Guerre mondiale, et y obtient son Abitur. Il entreprend alors des études supérieures de droit et de sciences politiques, qu'il accomplit à Munich, Hambourg et enfin à Berlin. En 1962, il décroche son second diplôme juridique d'État, et devient avocat un an plus tard. Au cours de ses études, il est proche des milieux anarchistes et il s'est notamment lié d'amitié avec Rudi Dutschke.

### Carrière: l'avocat de la RAF
Il est alors engagé par le cabinet Neufeldt, spécialisé dans l'immobilier et les successions. En 1968, il assure la défense de Gudrun Ensslin, membre de la Fraction armée rouge (RAF). Il est contraint de renoncer par les associés de son cabinet, ce qui le pousse à le quitter pour créer le sien. Par la suite, il représente notamment la famille de Benno Ohnesorg à la suite de son assassinat.
Dans les années 1970, il devient une personnalité de premier plan en assurant, de nouveau, la défense de membres de la RAF. Il commence par représenter Horst Mahler en 1971, puis retrouve Gudrun Ensslin lors du procès de la RAF entre 1975 et 1977. Après la mort de cette dernière, il met en doute la thèse du suicide et accuse l'État allemand d'en être responsable.
Otto Schily dirige ensuite un cabinet d'avocats à Berlin.

### Vie privée
Divorcé et remarié, il est père de deux filles : Jenny, née en 1967, et Anna, née quatorze ans plus tard.

## Carrière politique

### Les débuts

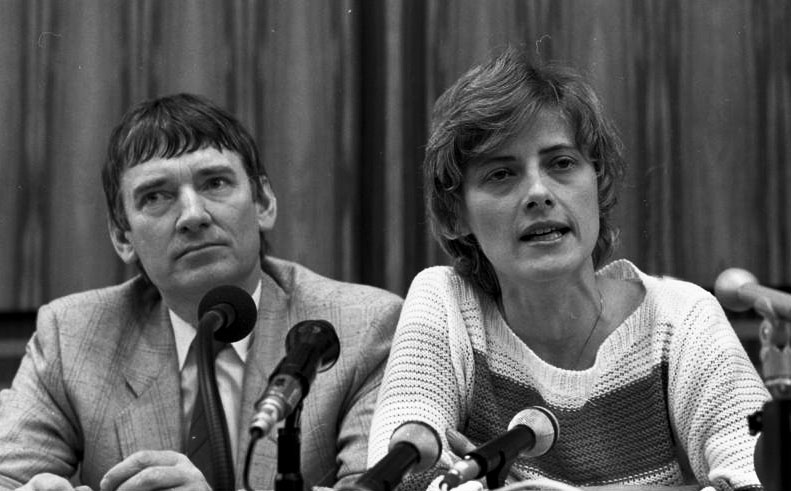
Otto Schily et Petra Kelly le 7 mars 1983.

En 1980, il participe à la fondation des Verts, puis se présente aux élections municipales anticipées de 1981 à Berlin-Ouest. Deux ans plus tard, il devient député fédéral au Bundestag, et co-porte-parole du groupe écologiste avec notamment Petra Kelly en 1984.
Membre des Realos (« réalistes », par opposition aux « fondamentalistes ») du parti, il démissionne en 1986 en vertu du principe de rotation des élus. Il retrouve son mandat aux élections de l'année suivante. Il échoue à se faire élire président du groupe vert en 1989, et quitte la formation cette même année afin de rejoindre le Parti social-démocrate d'Allemagne (SPD).

### Ministre fédéral de l'Intérieur (1998 - 2005)
Réélu député fédéral en 1990, il est vice-président du groupe SPD entre 1994 et 1998. Le 27 octobre de cette année-là, Otto Schilly est nommé ministre fédéral de l'Intérieur dans la coalition rouge-verte de Gerhard Schröder. À 66 ans, il est le premier social-démocrate nommé de manière durable à ce portefeuille. Au cours de ses deux mandats, il est fréquemment attaqué pour ses politiques jugées conservatrices et contraires à ses convictions antérieures. Ainsi, à la suite des attentats du 11 septembre 2001, il fait adopter une série de mesures pour lutter contre le terrorisme, désignée sous le nom de « paquet sécurité » (Sicherheitspakete) et surnommée « catalogue d'Otto » (Otto-Kataloge). Il échoue également à faire interdire le Parti national-démocrate d'Allemagne (NPD) par le Tribunal constitutionnel fédéral en 2001.

### Fin de carrière
Le 18 octobre 2005, il préside la séance d'ouverture de la nouvelle législature du Bundestag en tant que doyen d'âge, comme il l'avait fait le 22 octobre 2002. Ce même jour, il est chargé par le président fédéral Horst Köhler de gérer les affaires courantes à la tête de son ministère jusqu'à l'élection d'un nouveau chancelier et la formation d'un nouveau gouvernement, ce qui finit par se produire le 22 novembre. Il se représente pas aux élections de 2009.

### Reconversion dans la finance
Otto Schily conseille ensuite le trust financier Investcorp (Bahreïn), où il retrouve l’ex-chancelier autrichien conservateur Wolfgang Schüssel.

## Distinctions
- Grand-croix de l’ordre de la Couronne de Chêne ( Luxembourg, 7 mai 2006[3])